# Natație la Jocurile Olimpice de vară din 2020 - 400 m liber (feminin)
Proba de înot 400 de metri liber feminin de la Jocurile Olimpice de vară din 2020 a avut loc în perioada 25-26 iulie 2021 la Tokyo Aquatics Centre.

## Recorduri
Înaintea acestei competiții, recordurile mondiale și olimpice erau următoarele:
| Record  | Atlet               | Timp    | Loc                      | Data          |
| ------- | ------------------- | ------- | ------------------------ | ------------- |
| Mondial | Katie Ledecky (SUA) | 3:56,46 | Rio de Janeiro, Brazilia | 7 august 2016 |
| Olimpic | Katie Ledecky (SUA) | 3:56,46 | Rio de Janeiro, Brazilia | 7 august 2016 |

## Program
Orele sunt ora Japoniei (UTC+9) 
| Data                    | Timp  | Etapă      |
| ----------------------- | ----- | ---------- |
| Duminică, 25 iulie 2021 | 19:00 | Calificări |
| Luni, 26 iulie 2021     | 10:30 | Finala     |

## Rezultate

### Calificări
Înotătoarele cu cei mai buni opt timpi, indiferent de cursă, s-au calificat pentru finală.
| Loc | Cursă | Culoar | Înotătoare               | Țară                       | Timp    | Note  |
| --- | ----- | ------ | ------------------------ | -------------------------- | ------- | ----- |
| 1   | 3     | 4      | Katie Ledecky            | Statele Unite ale Americii | 4:00,45 | C     |
| 2   | 3     | 5      | Li Bingjie               | China                      | 4:01,57 | C, AS |
| 3   | 4     | 4      | Ariarne Titmus           | Australia                  | 4:01,66 | C     |
| 4   | 4     | 8      | Erika Fairweather        | Noua Zeelandă              | 4:02,28 | C     |
| 5   | 3     | 6      | Summer McIntosh          | Canada                     | 4:02,72 | C     |
| 6   | 3     | 2      | Isabel Gose              | Germania                   | 4:03,21 | C     |
| 7   | 4     | 6      | Paige Madden             | Statele Unite ale Americii | 4:03,98 | C     |
| 8   | 4     | 2      | Tang Muhan               | China                      | 4:04,07 | C     |
| 9   | 4     | 3      | Tamsin Cook              | Australia                  | 4:04,80 |       |
| 10  | 4     | 5      | Ajna Késely              | Ungaria                    | 4:05,34 |       |
| 11  | 4     | 1      | Waka Kobori              | Japonia                    | 4:05,57 |       |
| 12  | 2     | 3      | Julia Hassler            | Liechtenstein              | 4:06,98 |       |
| 13  | 2     | 5      | Joanna Evans             | Bahamas                    | 4:07,50 |       |
| 14  | 3     | 7      | Anastasiya Kirpichnikova | COR                        | 4:08,01 |       |
| 15  | 3     | 3      | Anna Egorova             | COR                        | 4:08,24 |       |
| 16  | 3     | 8      | Beril Böcekler           | Turcia                     | 4:08,27 |       |
| 17  | 2     | 6      | Marlene Kahler           | Austria                    | 4:08,37 |       |
| 18  | 4     | 7      | Leonie Kullmann          | Germania                   | 4:10,25 |       |
| 19  | 2     | 4      | Merve Tuncel             | Turcia                     | 4:11,06 |       |
| 20  | 3     | 1      | Miyu Namba               | Japonia                    | 4:13,49 |       |
| 21  | 2     | 2      | Han Da-kyung             | Coreea de Sud              | 4:16,49 |       |
| 22  | 2     | 7      | Sasha Gatt               | Malta                      | 4:19,75 |       |
| 23  | 2     | 1      | Tiana Rabarijaona        | Madagascar                 | 4:28,41 |       |
| 24  | 1     | 4      | Eda Zeqiri               | Kosovo                     | 4:38,02 |       |
| 25  | 1     | 5      | Talita Te Flan           | Coasta de Fildeș           | 4:38,92 |       |
| 26  | 1     | 3      | Natalia Kuipers          | Insulele Virgine Americane | 4:39,42 |       |

### Finala
| Loc | Culoar | Înotătoare        | Țară                       | Timp    | Note |
| --- | ------ | ----------------- | -------------------------- | ------- | ---- |
| 1   | 3      | Ariarne Titmus    | Australia                  | 3:56,69 | OC   |
| 2   | 4      | Katie Ledecky     | Statele Unite ale Americii | 3:57,36 |      |
| 3   | 5      | Li Bingjie        | China                      | 4:01,08 | AS   |
| 4   | 2      | Summer McIntosh   | Canada                     | 4:02,42 | RN   |
| 5   | 8      | Tang Muhan        | China                      | 4:04,10 |      |
| 6   | 6      | Isabel Gose       | Germania                   | 4:04,98 |      |
| 7   | 7      | Paige Madden      | Statele Unite ale Americii | 4:06,81 |      |
| 8   | 1      | Erika Fairweather | Noua Zeelandă              | 4:08,01 |      |